# Kolozsmonostor

A Monostori negyed 1975-ben

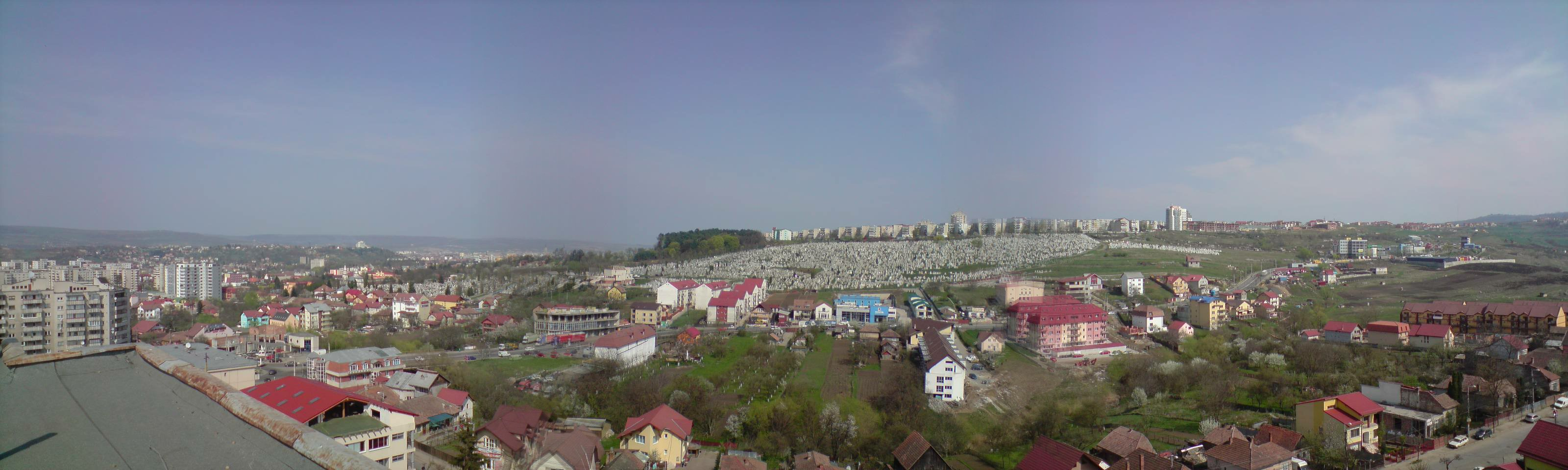
Monostor negyedi panoráma

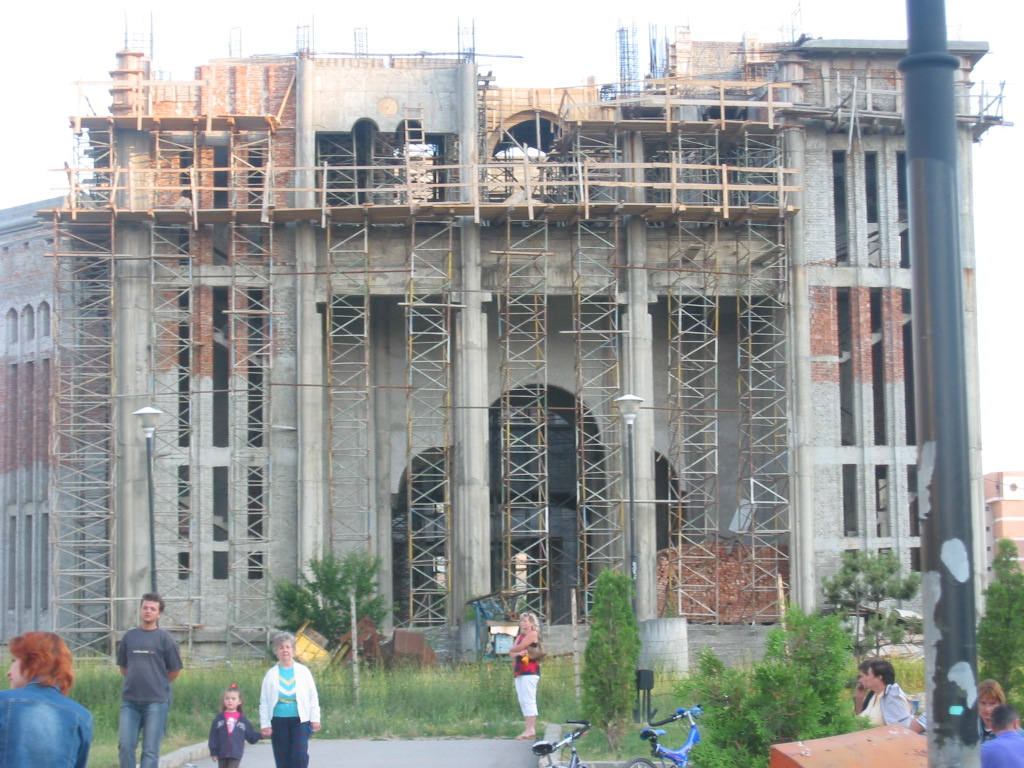
Az épülő Szent Péter-Pál ortodox templom

Kolozsmonostor (románul: Cluj-Mănăștur, németül: Abtsdorf) hajdan önálló falu Kolozsvár mellett, jelenleg Monostori negyed néven Kolozsvár legnagyobb tömbháznegyede. A város délnyugati felén található, északon a Kis-Szamos / Nyárfasori lakótelep / Donátnegyed, keleten a Monostori kertek, délkeleten a Hajnalnegyed  és Európanegyed, délen a bükki erdő, nyugaton pedig Szászfenes határolja. A lakótelepen mintegy 120 000 ember él.

## Története
Nevét először 1214-ben ecclésia de Clus néven tüntették fel a Váradi regestrumban, majd 1222-ben monasterii beatae Mariae de Clus néven említi az oklevél. A középkorban Erdély egyik legjelentősebb egyházi központja a 11. században alapított kolozsmonostori apátság. Az 1460-as években falakkal erősítették meg, később omladozni kezdett, csak a szentélye maradt épen. A kolozsmonostori apátságon kívül a középkortól délnyugati irányban egy Kolozsmonostor nevű falu volt. Az 1763–1787 között készült katonai térképen a falu négy utcával szerepelt. A 19. században a fatelepi munkások, később a városban dolgozó kőművesek, szobafestők, utóbb cigány zenészek költöztek ide. 
Az 1890-es években még különálló, településként szerepelt, lakóinak száma 3099 (50,6% magyar, 48% román, 0,5% német) volt. A falu dinamikusan fejlődtt, ami Kolozsvár közelségének tudható be. A falu lakóinak száma 1850–1890 között 1800 fővel emelkedett. A falut 1895-ben csatolták Kolozsvárhoz. A városrészben a 20. század első felében kertes házak voltak, illetve a Kalános utcában laktak a kanálfaragással foglalkozó cigányok. A tömbházakat 1970 decemberében kezdték építeni, az első lakások 1971-re készültek el.
A negyedben működik a kolozsvári polgármesteri hivatal kihelyezett irodája. A negyedben épült a Liviu Rebreanu Iskola (1977), Iuliu Hatieganu Általános Iskola (1973), valamint a Spectrum Nemzetközi Gimnázium (2010).

## Látnivalók
- Kolozsmonostori apátság, más néven Kálvária-templom
- Görögkatolikus templom (1721)
- Református templom (1992–2000 között épült)
- Ortodox templom (?)